# Torre genovesa

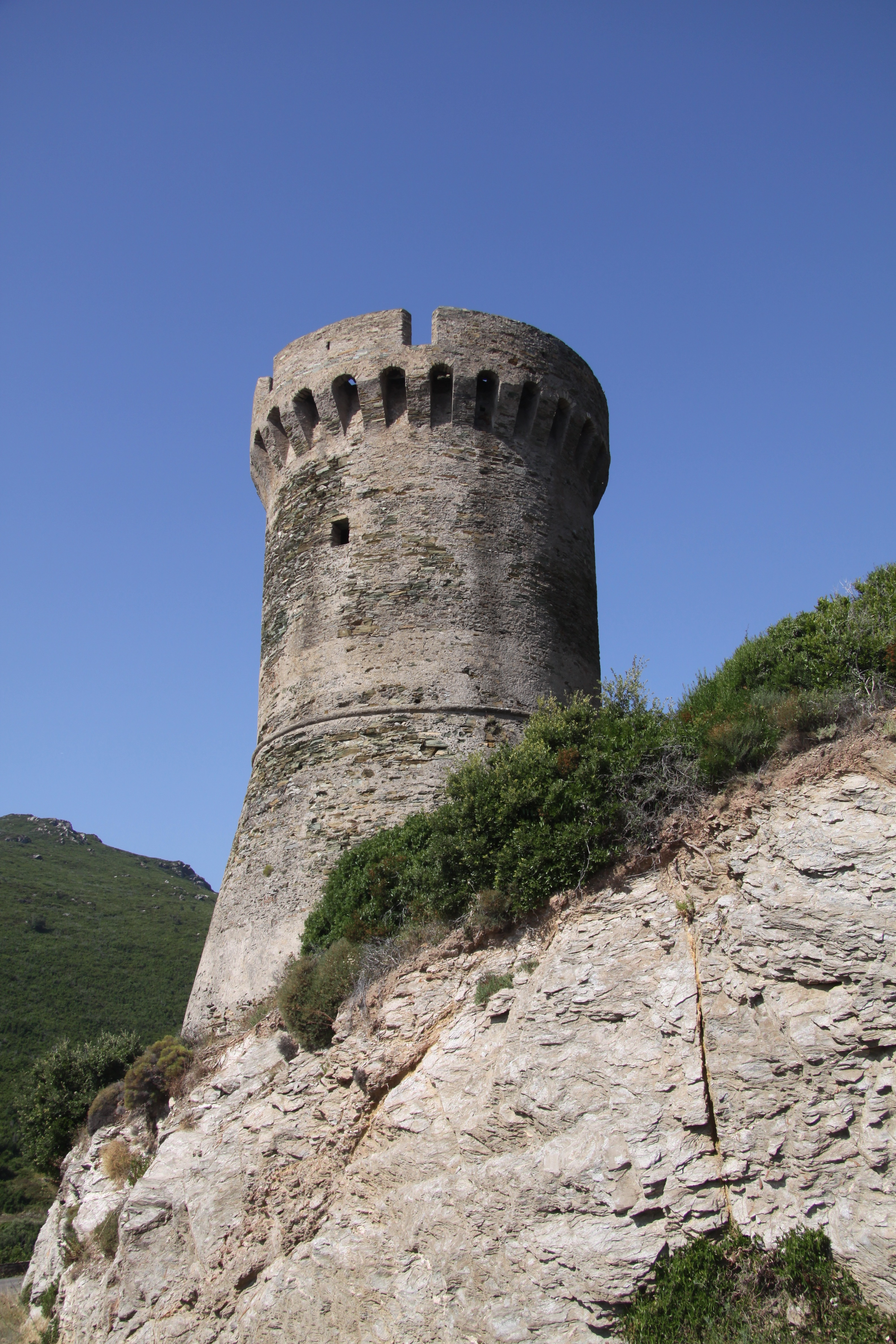
Torre genovesa a Còrsega: Torre de l'Osse

Les torres genoveses són torres de guaita construïdes al segle xvi (entre 1530 i 1620) a la costa de l'antiga República de Gènova, per a la vigilància dels atacs dels pirates barbarescos. N'hi ha principalment a l'illa de Còrsega, on se'n van construir més de 150, 30 de les quals al Cap Cors, i en menor mesura a les illes d'Elba, Capraia, i Tabarka (Tunísia), a Beyoğlu (Turquia), i a les ribes de la mar Negra: Inkerman (Sebastòpol), Sudak, i Anapa, a les costes russes. En cors es diuen torri ghjenuvesi, singular: torre ghjenuvese; en francès: tours génoises i en italià: torri genovesi.

## Història
El declivi de l'Imperi Romà el 1453, quan Constantinoble va caure i va ser annexada a l'Imperi Otomà, va comportar el retorn de les incursions barbaresques a la mar Mediterrània. Còrsega, llavors sota la dominació genovesa, no va ser una excepció i patia diàriament atacs mortals i destructius. Cap al 1530 l'illa havia passat de la prosperitat a la pobresa a causa dels repetits atacs, i del cost per pagar el rescat dels seus familiars, reduïts a esclavitud per les tropes otomanes. Per aquest motiu es va construir una xarxa de torres de guaita que servien de punt d'observació i de petites ciutadelles, en cas d'atac dels pirates.
Per a construir una torre o una casa forta calia el permís escrit del governador. La construcció era finançada pels municipis, per mitjà d'impostos. La guarnició de les torres era formada per homes reclutats entre les poblacions locals i pagats en gran part amb impostos. Aquests homes residien permanentment a la torre. L'avís d'atac enemic es feia amb senyals visuals, amb fum o foc, i sonors, amb corns marins.

## Arquitectura

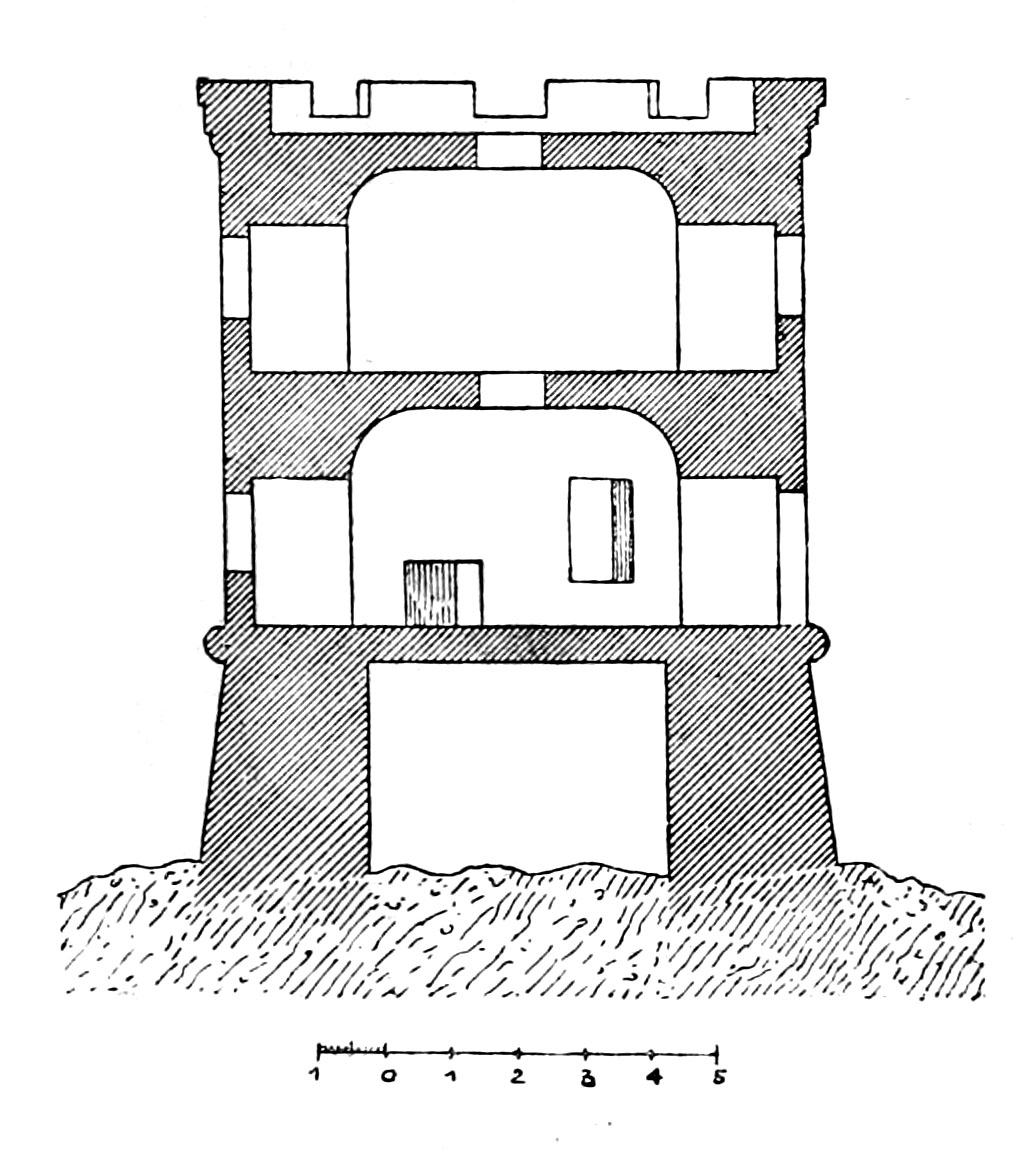
Secció de la torre de Parata

Normalment de planta rodona, rarament quadrada (són quadrades les torres de Serravalle (Piedigriggio), Porto (Ota) i una de les d'Olmeto). Tenien una alçada d'entre 12 i 17 metres, amb 10 metres de diàmetre a la base i 7 metres de diàmetre a l'alçada de la plataforma. Com de costum, es van construir amb la pedra local: pissarra al cap Cors i granit al sud de Còrsega.
Tenen tres nivells. Al soterrani, el magatzem d'aliments, municions i eines, i una cisterna emmagatzema l'aigua que la torre recull de la pluja. El segon pis acull la sala de descans, l'únic espai habitable dels guàrdies de la torre. Equipada amb petits nínxols i llar de foc, aquesta sala rústica és habitada per torns pels guàrdies. A la planta superior hi ha la sala de guaita, amb espitlleres que permeten als guàrdies de desenfsar-se en cas d'atac i lluitar si cal. Finalment, una terrassa amb merlets. L'accés a la torre es fa des del primer pis mitjançant una escala mòbil que s'elimina immediatament.
En queden dempeus una seixantena, algunes en runes, altres en bon estat, i moltes tene l'estatut de 'Monument historique'.

## Galeria de torres genoveses

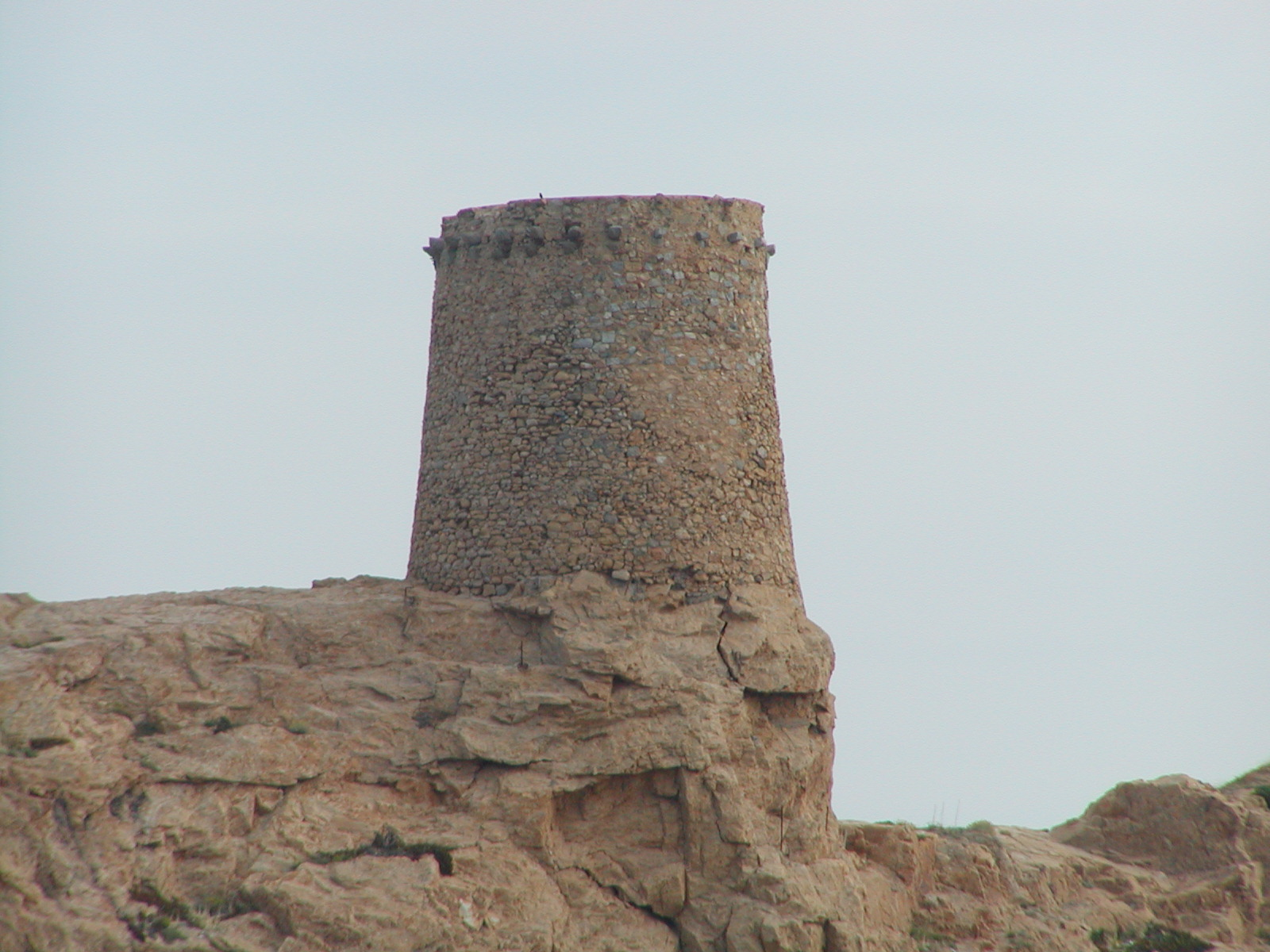
L'ïsula (Còrsega)
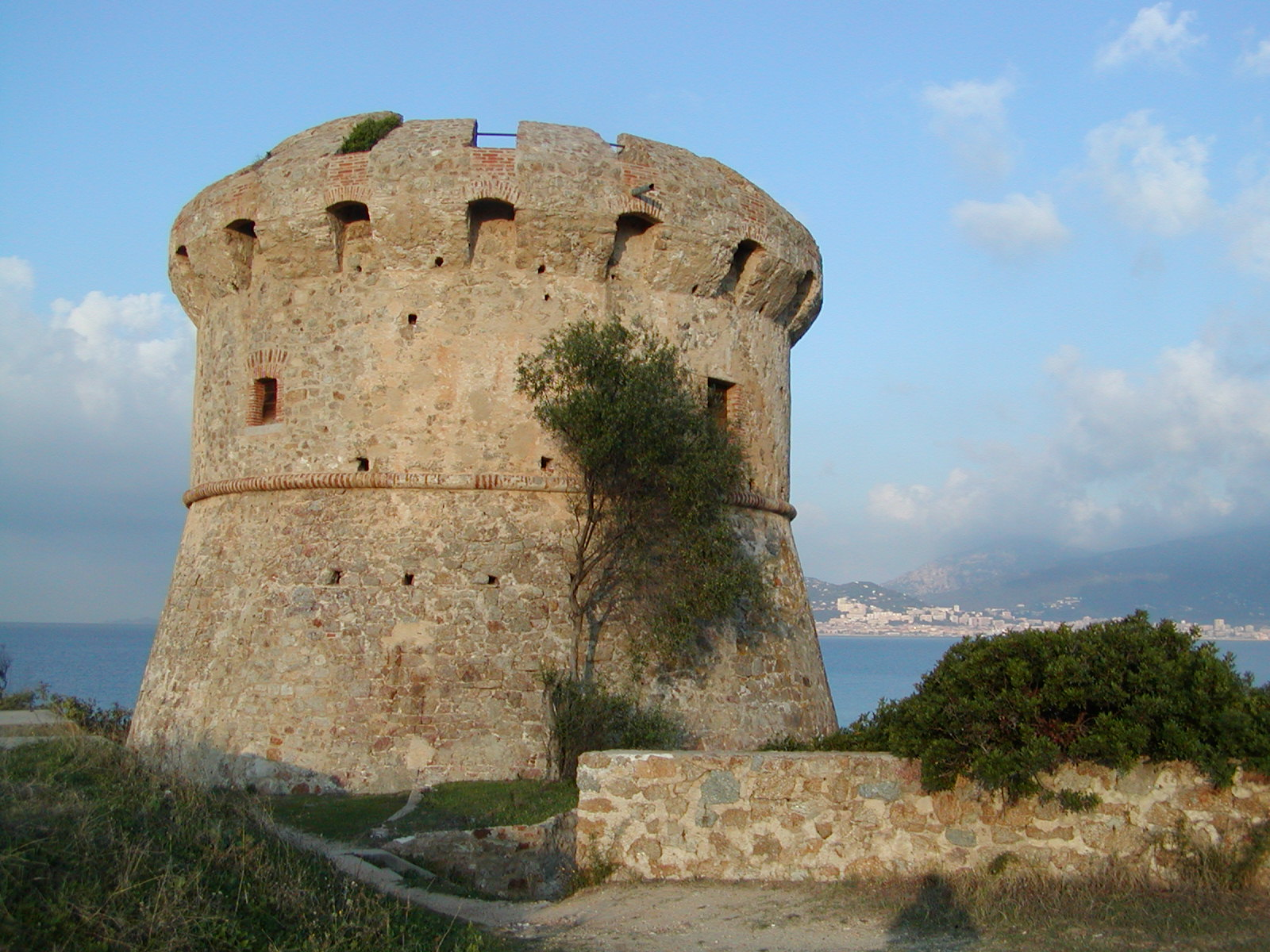
Torre de Capitello (Còrsega)
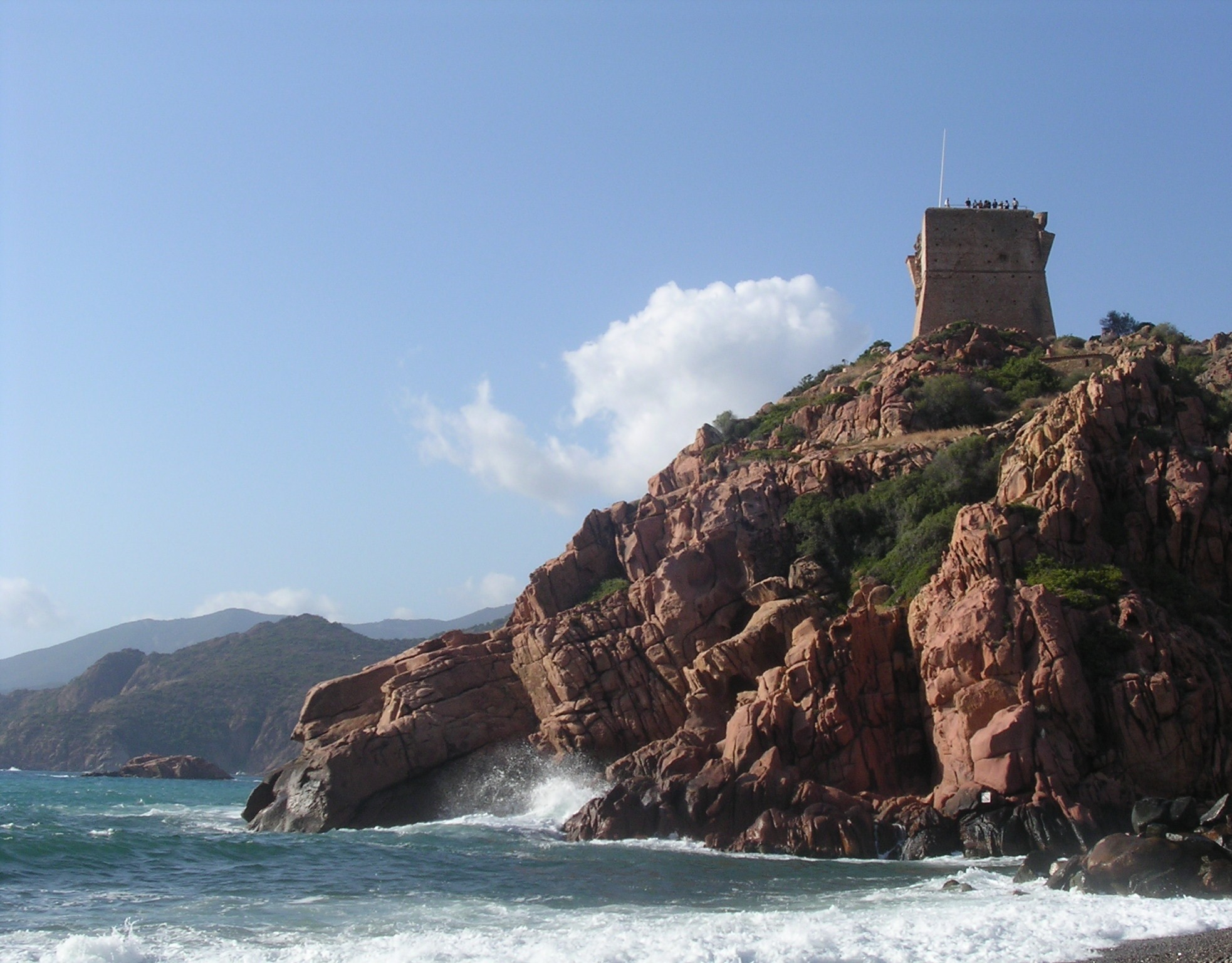
Porto (Còrsega)
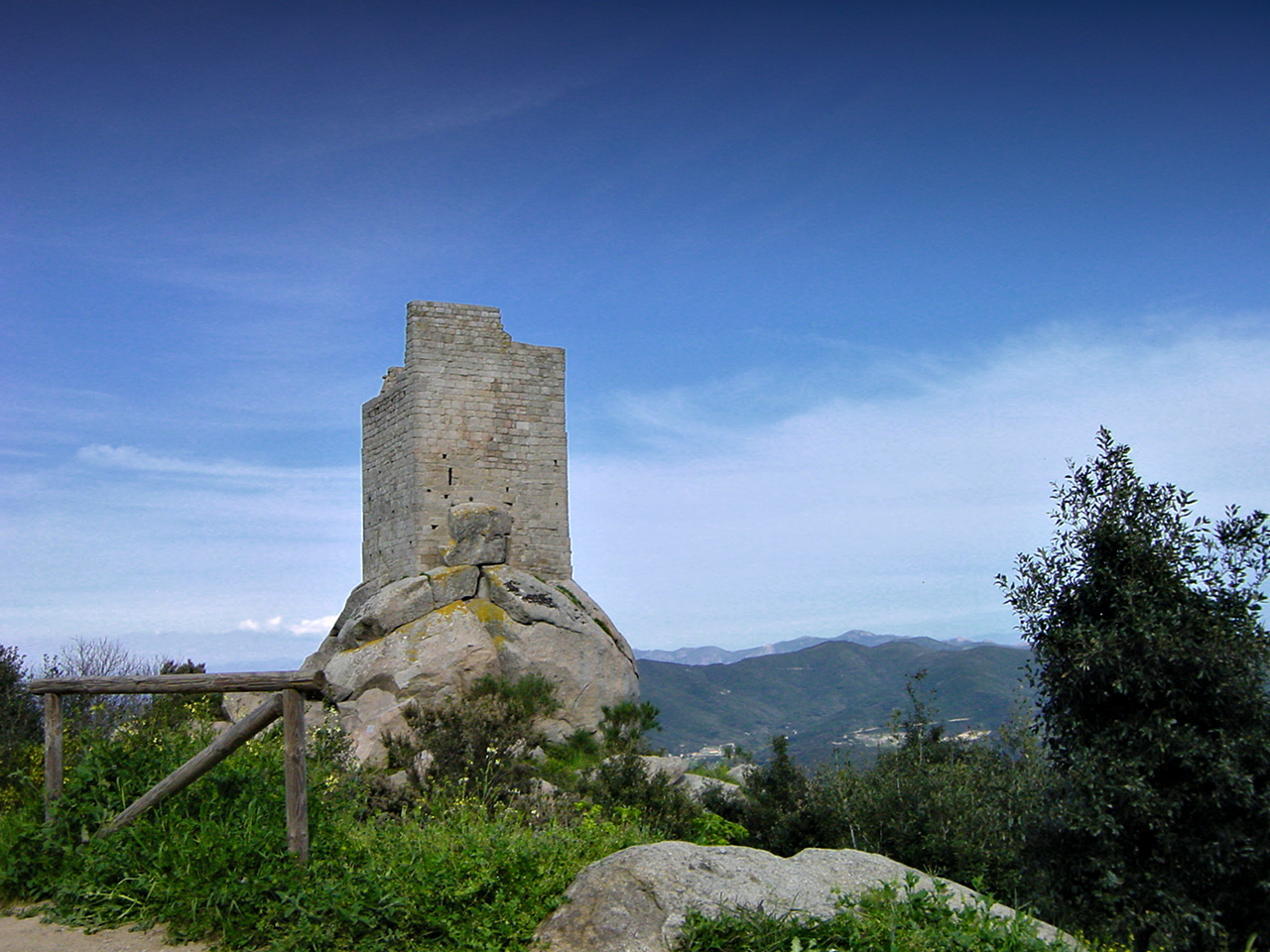
Elba (Itàlia)
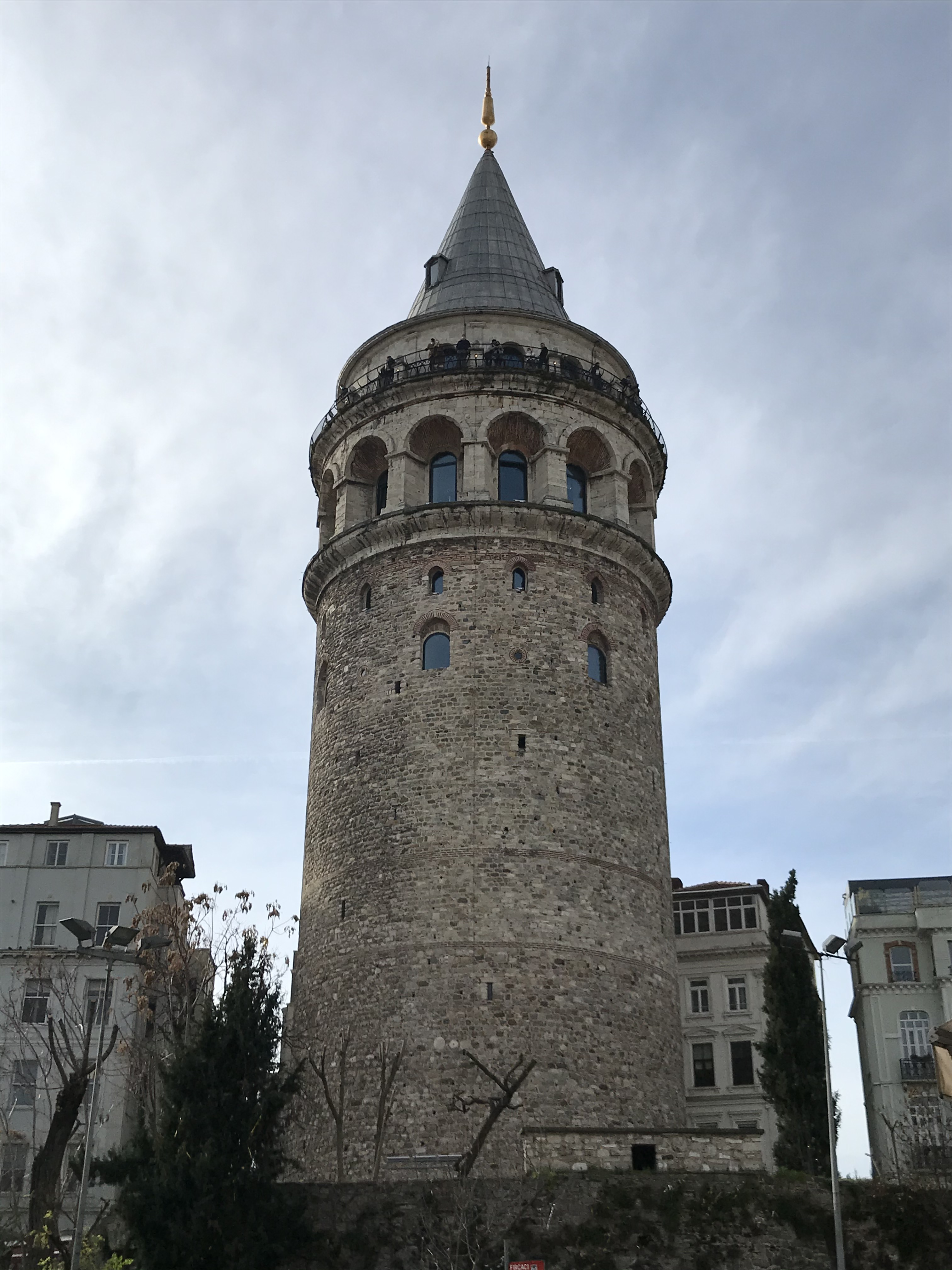
Torre de Gàlata (Turquia)
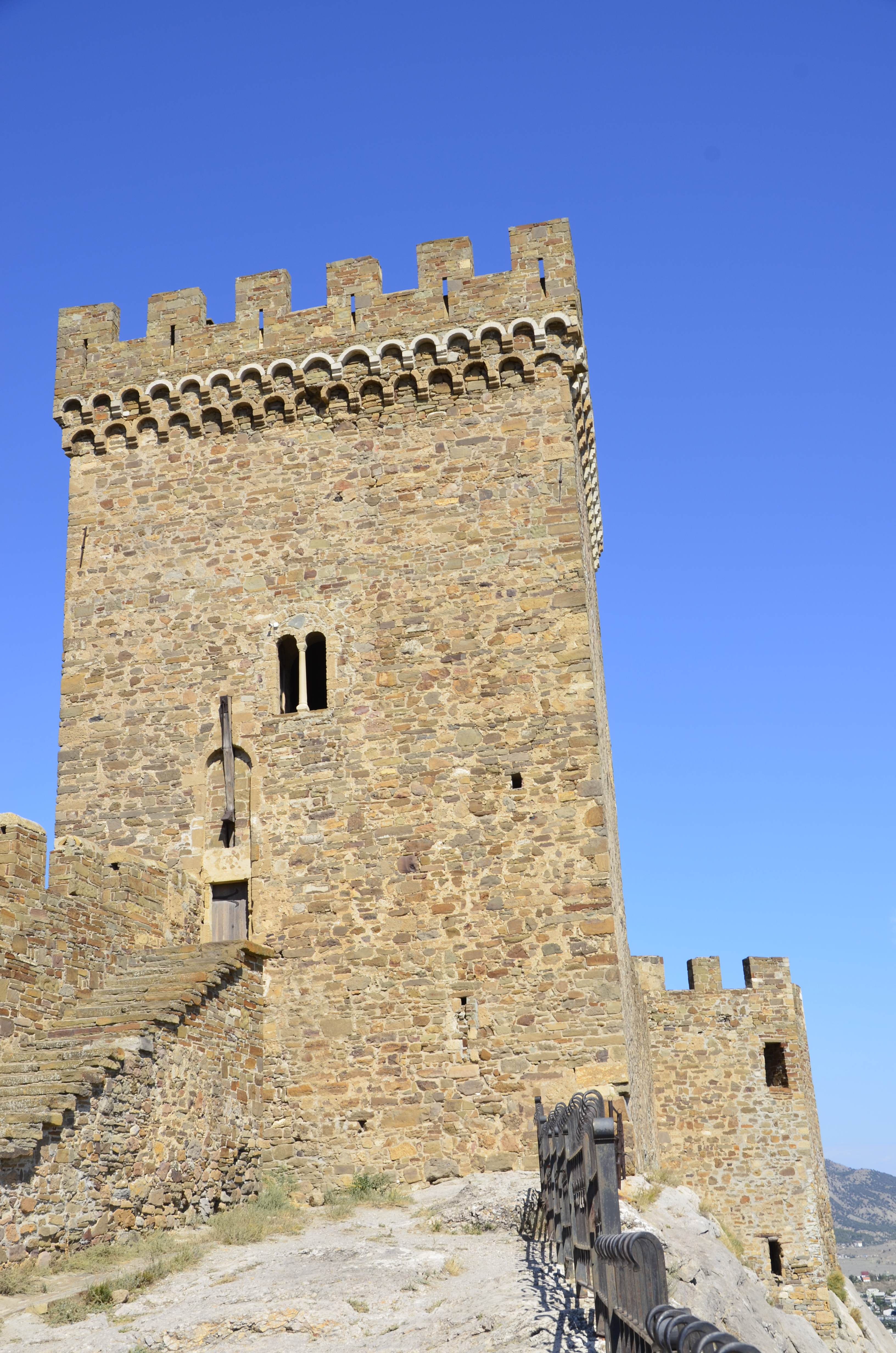
Sudak (Rússia)